# Skarp dropptaggsvamp
Skarp dropptaggsvamp (Hydnellum peckii) är en svampart som beskrevs av Banker 1912. Skarp dropptaggsvamp ingår i släktet korktaggsvampar och familjen Bankeraceae.  Arten är reproducerande i Sverige. Inga underarter finns listade i Catalogue of Life.
Svampen anses inte vara giftig, dock oätbar på grund av att den har en extremt bitter smak.
Exemplar av dropptaggsvamp kan vara utseendemässigt mycket lika skarp dropptaggsvamp.

## Bilder

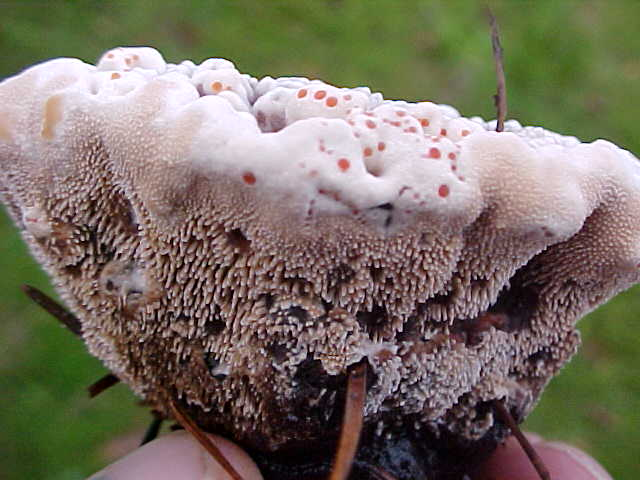
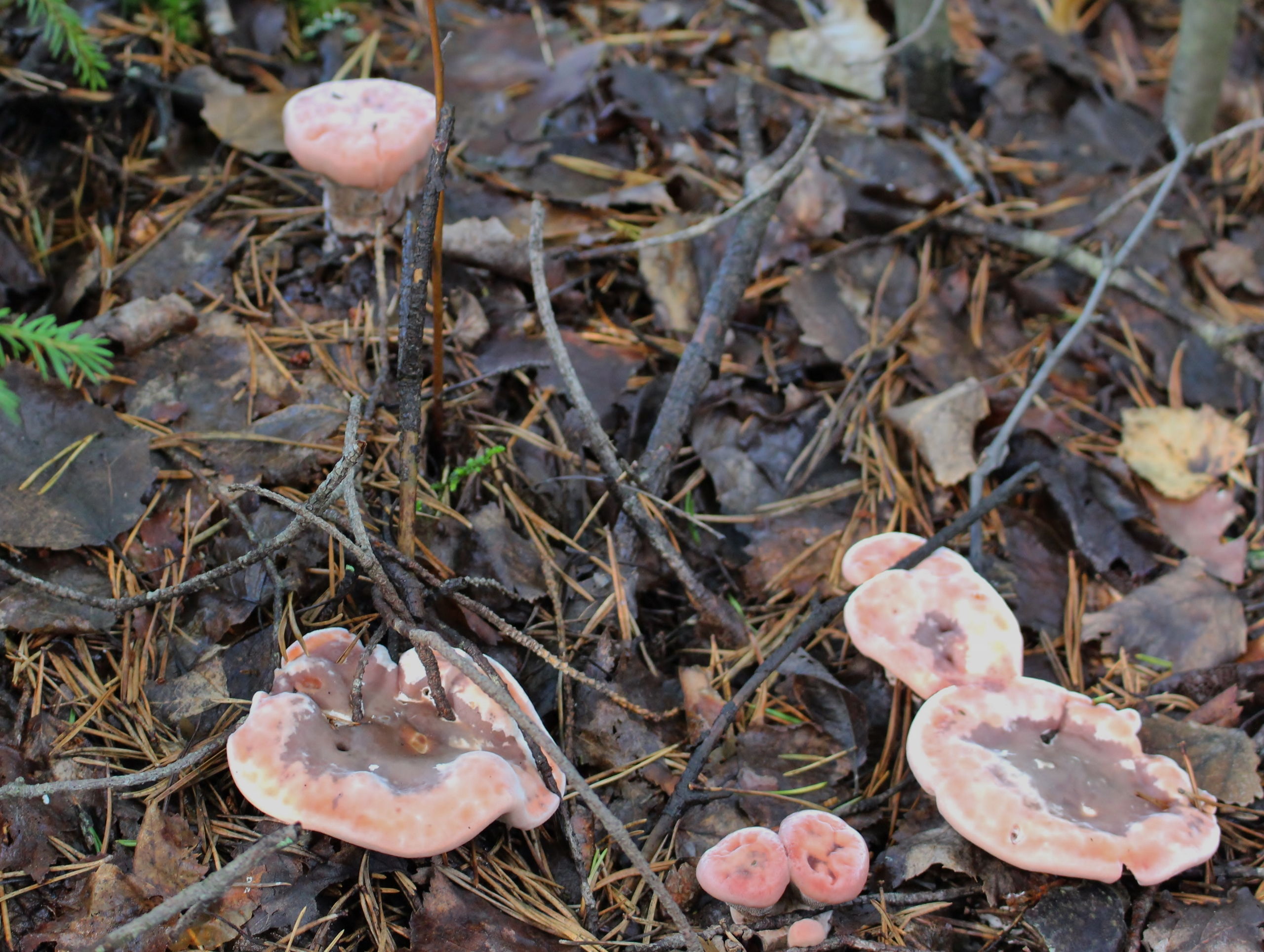
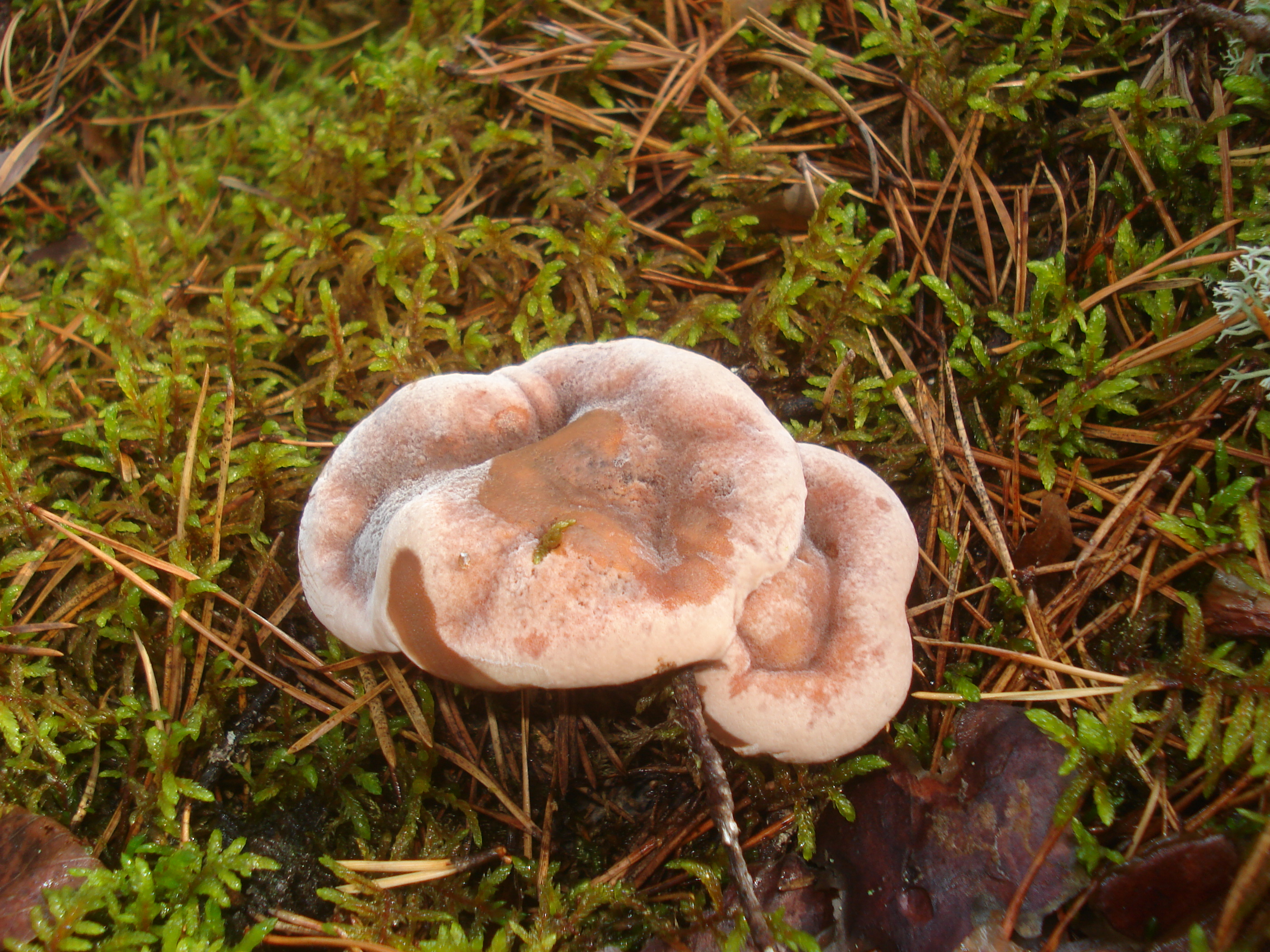